# Joey Archer
Joey Archer (New York, 11 febbraio 1938 – Albany, 25 aprile 2025) è stato un pugile statunitense.
Ottimo peso medio che incontrò alcuni grandi degli Anni '50 e '60, tra i quali Emile Griffith e Dick Tiger, divenne famoso soprattutto per aver sconfitto Sugar Ray Robinson nell'ultimo incontro della carriera di quest'ultimo.

## Carriera
Di origine irlandese, Joey Archer esordì tra i professionisti nel 1956 a soli 18 anni. Conseguì una "striscia" iniziale di trenta combattimenti tutti vinti, tra i quali quella al limite dei pesi medi contro Don Fullmer, ai punti, per decisione non unanime, il 4 febbraio 1961 a New York. S'imbatté subito dopo nei pugni del portoricano José González, con il quale subì la sua prima sconfitta per decisione controversa. Due mesi dopo però, si prese la rivincita sul portoricano, sconfiggendolo ai punti, sempre per verdetto controverso.
Seguì una serie di 15 vittorie consecutive. Tra esse divenne celebre quella ai punti con Denny Moyer, campione mondiale in carica dei pesi medi junior, in un match senza titolo in palio. Batté poi ai punti l'altro astro nascente Rubin "Hurricane" Carter, fresco vincitore per knock-out dell'ex campione mondiale dei welter Emile Griffith. Il 16 aprile 1964 Archer dimostrò di essere tra i più forti pesi medi dell'epoca, battendo ai punti l'ex campione del mondo e "pugile dell'anno 1962" Dick Tiger che in seguito riguadagnò il titolo mondiale e conquistando poi anche quello dei mediomassimi.
L'anno dopo Archer batté ai punti il quarantaquattrenne Sugar Ray Robinson in quello che sarebbe stato l'ultimo incontro del grande fuoriclasse. Di fronte al pubblico di 9.023 persone della Civic Arena di Pittsburgh Archer, pur non avendo un gran pugno, mise al tappeto l'anziano avversario. In seguito dichiarò che quella fosse stata solo la seconda volta che riuscì a procurare un knockdown ad un avversario. Dopo questo match, Archer fu collocato al primo posto nella classifica degli sfidanti al titolo mondiale dei pesi medi. 
Il 13 dicembre 1965 a Boston, Archer tentò la scalata al titolo nordamericano dei pesi medi, in possesso di Don Fullmer ma subì un'inaspettata sconfitta ai punti con verdetto controverso. Tuttavia, venne già programmata la sfida di Archer per il titolo mondiale dei pesi medi, allora detenuto da Emile Griffith, per il 13 luglio 1966 al Madison Square Garden di New York. Il match fu molto combattuto ma alla fine Griffith prevalse ai punti con decisione non unanime. L'arbitro Lo Bianco, infatti, si espresse per un pari che, comunque, avrebbe lasciato il titolo nei guantoni dello statunitense delle Isole Vergini.
La rivincita fu allestita il 23 gennaio 1967 e, stavolta, il verdetto in favore di Griffith fu unanime anche se di stretta misura (per una sola ripresa, secondo un giudice; per due riprese secondo gli altri). Dopo questo match, a nemmeno 29 anni, Joey Archer abbandonò il pugilato avendo combattuto 49 incontri con sole 4 sconfitte, di cui nessuna prima del limite.